# Руська Ургінка
Руська У́ргінка (рос. Русская Ургинка, башк. Урыҫ Үргене) — присілок у складі Зіанчуринського району Башкортостану, Росія. Входить до складу Новопетровської сільської ради.
Населення — 20 осіб (2010; 18 в 2002).
Національний склад:
- башкири — 50%
- росіяни — 50%